# Élisabeth Eidenbenz
Pour les articles homonymes, voir Eidenbenz.
Élisabeth Eidenbenz est une enseignante et infirmière suisse, née à Wila (Suisse) le 12 juin 1913 et morte le 23 mai 2011 à Zurich.
Pour protéger les femmes enceintes quittant leur pays pendant la guerre d'Espagne, elle a fondé la maternité suisse d'Elne. Entre 1939 et 1944, 597 bébés sont nés dans cette maternité. Leurs mères étaient principalement des réfugiées espagnoles fuyant le franquisme, ou des Juives ou des Tziganes fuyant l'avancée nazie.

## Biographie

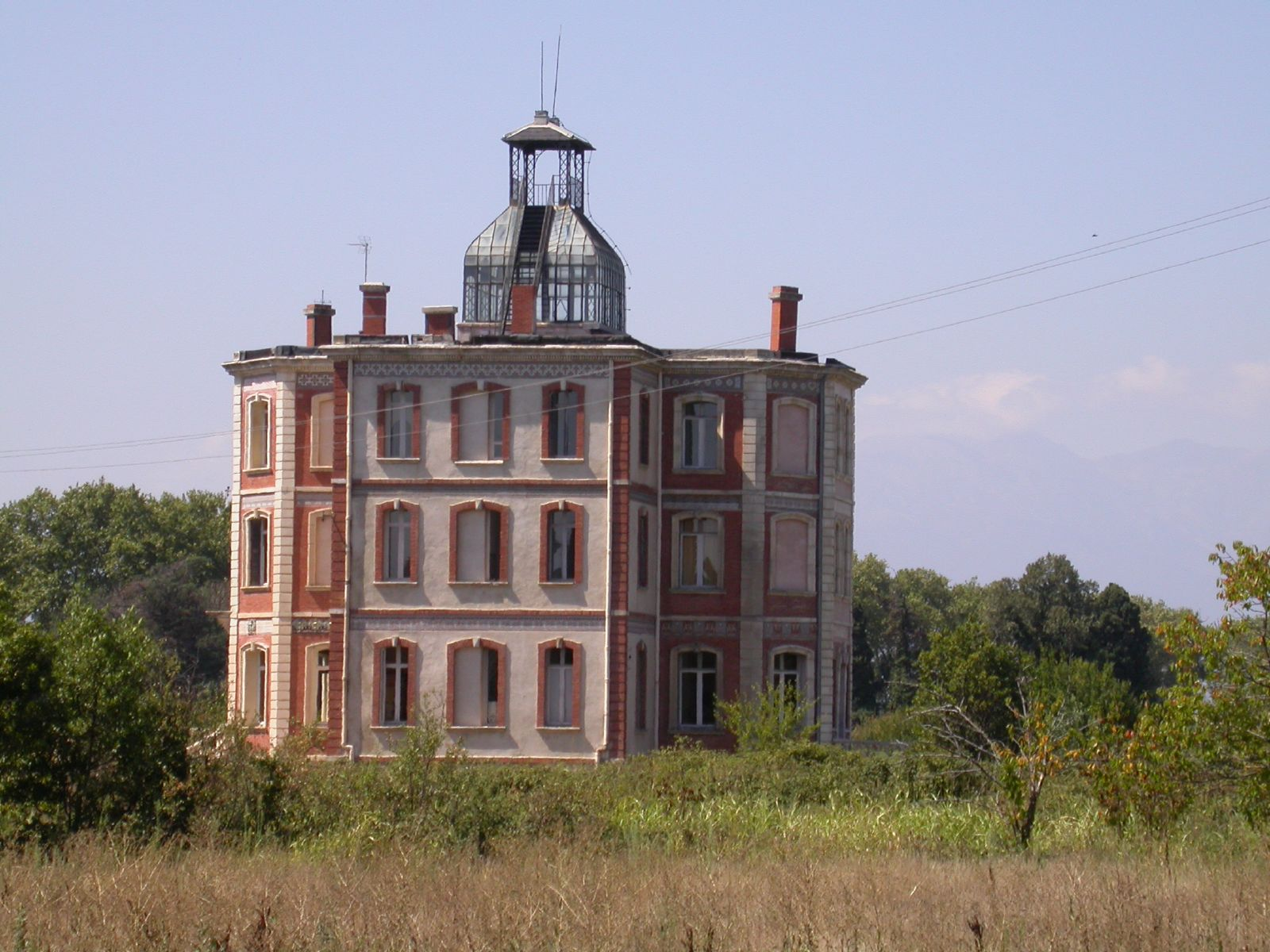
La maternité suisse d'Elne (Pyrénées-Orientales) après sa restauration.

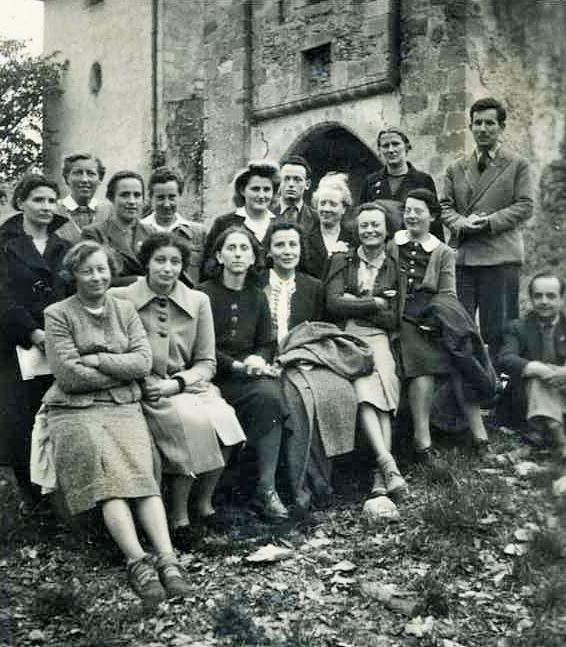
Réunion du personnel de la SAK au château de la Hille en 1941 : Élisabeth Eidenbenz est debout, la troisième à partir de la gauche.

Élisabeth Eidenbenz est d'abord institutrice en Suisse et au Danemark, elle décide alors de rejoindre l’Asociación de Ayuda a los Niños en Guerra (Association d'aide aux enfants en guerre). Sous couvert de cette association, elle gagne Madrid en 1937, pour aider les mères et les enfants victimes de la guerre civile espagnole. Après la chute de la république espagnole, elle passe la frontière franco-espagnole et rejoint le Roussillon, où de nombreux réfugiés se massent dans des camps, comme celui d'Argelès-sur-Mer. Atterrée par les conditions de vie dans ces camps, la malnutrition, les maladies et la forte mortalité des parturientes et des nouveau-nés, elle décide de venir en aide aux enfants, femmes enceintes et jeunes mères. Après une première tentative d'installation à Brouilla, elle ne se décourage pas et trouve un manoir désaffecté à Elne, la ville voisine, qu'elle reconvertit en maternité pour les accueillir.
Le bon fonctionnement de cette maternité repose au départ sur les dons affluant de toute l'Europe[réf. nécessaire], mais à partir du début de la Seconde Guerre mondiale, ces dons se raréfient et des réfugiés venant de France et même de toute l'Europe commencent à affluer[réf. nécessaire]. De ce fait, la maternité doit s'associer à l’Œuvre suisse d'entraide ouvrière (l'OSEO, plus tard associée à la Croix-Rouge suisse) pour continuer de fonctionner, et en devient contrainte de se plier à sa politique de neutralité. Selon cette politique, il leur est interdit d'offrir refuge à des réfugiés politiques, en particulier les Juifs. Il est alors décidé de falsifier les identités des patients pour contourner cette règle, et ainsi, malgré une surveillance de la Gestapo, quatre cents enfants espagnols et deux cents Juifs sont sauvés. Néanmoins, en avril 1944, la maternité est réquisitionnée par la Wehrmacht.
Par la suite, Élisabeth Eidenbenz s'installe à Retawinkel, en Autriche, où elle vient en aide aux victimes de viol de guerre[réf. nécessaire].
À partir de 2002, son œuvre humanitaire commence à être reconnue après que plusieurs ouvrages relatent ces événements de la période de guerre.
La maternité, objet d'un rachat par la mairie d'Elne, a été transformée en lieu de souvenir. Un musée rénové a été ouvert en 2011, fréquenté par les touristes souvent catalans.

## Distinctions
- Juste parmi les nations, en 2002 par l'État d'Israël
- Croix d'or de l'ordre civil de la Solidarité sociale, en 2006 par le gouvernement espagnol
- Creu de Sant Jordi, en 2006 par le gouvernement catalan
- Légion d'honneur, en 2007 par le gouvernement français

### Filmographie
- Frédéric Goldbronn, La Maternité d'Elne, 2002, 56 minutes (La Compagnie des taxi-brousse, Diffusion France 3/TSR, édité en DVD aux éditions Docnet)
- (es) Manuel Huerga, Las madres de Elna[7], 2008
- Élisabeth Eidenbenz est incarnée par Noémie Schmidt en 2017 dans le téléfilm La Lumière de l’espoir qui raconte sa lutte au cours de l'année 1942.